# Fajsalabad
Fajsalabad (ang. Faisalabad, urdu ‏فیصل آباد‎) – miasto we wschodnim Pakistanie, w prowincji Pendżab, na Nizinie Pendżabu. Ośrodek przemysłu bawełnianego, odzieżowego i handlu zbożem. Założony w 1890 r., prawa miejskie posiada od 1898. Trzecie co do wielkości miasto kraju.
Jednym z najstarszych zabytków i symboli miasta jest wieża zegarowa z 1903 roku.